# 日本国政府
日本國政府由立法、行政和司法部門組成，現以國民主權為基礎，在1947年施行的《日本國憲法》所建立的框架下運作。
日本（日本國）是單一制國家，由47個一級行政區（都道府縣）組成，以天皇為國家元首。天皇在二戰結束前，依據《大日本帝國憲法》擁有政治實權；戰後施行新憲法（日本國憲法）後，成為禮儀性的元首職位，並無任何與國政有關的權力。 而《日本國憲法》下的內閣，則在事實上治理整個國家、以及監督公務員及與下級政府。
國會是日本國的立法機關，採用兩院制。其下議院是眾議院，而上議院是參議院。國會議員均由日本公民直接選舉產生，而日本公民是日本國的主權來源。 《日本國憲法》將國會定義為日本國的最高權力機關。
內閣是日本國的行政機關，由內閣總理大臣（首相）以及國務大臣共同組成，同時內閣總理大臣也是日本國的政府首腦，並有權任免國務大臣。 內閣總理大臣由國會從參眾兩院議員中提名人選進行首相指名選舉，人選出爐後報請天皇任命。
裁判所（法院）是日本國的司法機關，由最高裁判所與其他下級法庭組成，它們不僅擁有日本國的全部司法權力，同時還擁有對《日本國憲法》的最終解釋權和司法審查權。日本國的司法機關獨立於行政機關和立法機關。 裁判官由內閣提名或任命，非經正式彈劾不得罷免。

## 歷史沿革
在明治維新之前，日本處於征夷大將軍所領導的歷任幕府政府統治下。在此期間，政府的有效權力掌握在征夷大將軍手中，征夷大將軍以天皇的名義正式統治國家。 征夷大將軍是世襲制的軍事首領，大致相當於現代軍銜制度中的大元帥。雖然那時的天皇依然是征夷大將軍的君主且擁有任命其權力，但他的角色依然是禮儀性的，天皇並不參與當時的國家治理。 這通常會與當下的天皇角色進行比較，因為現在天皇的官方職責就是任命內閣總理大臣。
1868年的“大政奉還”意味著政治權力從征夷大將軍的幕府轉移至天皇的朝廷，同時也代表著時任征夷大將軍的德川慶喜辭職並同意自己“成為執行”天皇御令的工具。 這一事件使得日本恢復了帝國統治並更改國名為“大日本帝國”。1889年通過的《大日本帝國憲法》在日本建立起一種類似普魯士的混合立憲—絕對君主制統治形式，同時還建立起獨立的司法機關。
與此同時，一個名為“華族”的新貴族階級誕生了。這個階級融合了平安時代的古代宮廷貴族階級“公家”和隸屬於征夷大將軍的封建領主階級“大名”。 《大日本帝國憲法》使得日本的國力提升至西方國家的水平，同時也在日本建立了亞洲第一個議會制度。 此時的日本議會被稱為“帝國議會”，由眾議院和貴族院構成。貴族院成員由日本皇室、華族及天皇所提名的人組成； 眾議院則由日本男性公民直接選舉產生。
明治維新後，日本政府經歷了一系列改革。1868年（慶応3年）1月3日，王政復古大號令廢除了幕府、攝政、關白等舊制，取而代之的是由總裁、議定、參議組成的"三職制"。1868年（慶応4年）5月3日，在戊辰戰爭的重要轉折 - 江戶城無血開城之後,政府於4月21日頒布了"政體書"，廢止了三職制,改建"太政官制"。1885年（明治18年）12月22日,為了建立更高效的政策制定機制，並為即將到來的議會制度和憲法制定做準備，政府又取消了太政官制，改為延續至今的"內閣制"。 
儘管《大日本帝國憲法》對日本帝國的行政機關與天皇的權力有明確區別，但憲法中的模糊性和矛盾性最終導致政治危機的出現。 同時該憲法也貶低了“文官領軍”的觀念，這導致日本帝國軍隊可以發展並發揮對政治的巨大影響力。
第二次世界大戰結束後，作為戰敗國的日本確立了現行《日本國憲法》，以西方式的自由民主制取代了原來的帝國統治。
截至2020年，日本綜合研究所發現日本政府的數字化是極低的，大約55,000個行政程序中僅有4,000個可以完全在線上完成，佔比只有7.5%。其中經濟產業省的比例為7.8%；總務省為8%；而農林水產省僅1.3%。

## 天皇權責

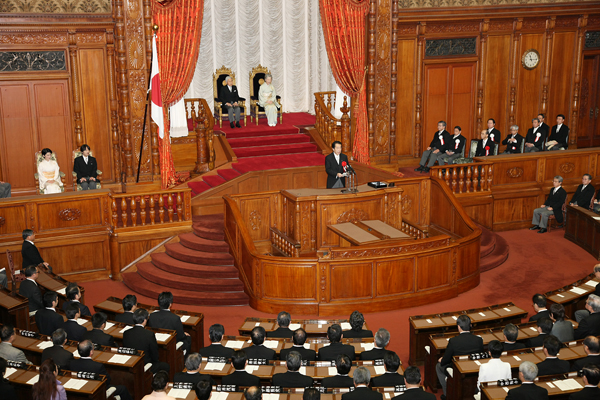
時任日本天皇明仁及皇后美智子在日本國會參議院議事廳就坐，皇室成員、內閣成員和時任內閣總理大臣菅直人等在國會議員面前發表政府講話。（攝於2010年）

天皇是日本皇室的首腦和日本國禮儀性的國家元首。《日本國憲法》將其定義為“國家與人民團結的象征”。 然而他的角色本質上是禮儀性和代表性的。正如《日本國憲法》第四條所明確的那樣，日本天皇沒有與國政相關的任何權力。
《日本國憲法》第六條授予日本天皇的禮儀職責包括：
1. 根據國會的提名任命內閣總理大臣；
2. 根據內閣的提名任命最高裁判所長官的裁判官。

雖然內閣是日本國政府行政權的來源，但其大部分權力由內閣總理大臣直接行使，而其部分權力則需通過天皇行使。根據《日本國憲法》第七條規定，天皇可行使的國事權力包括：
1. 頒布憲法、法律、內閣命令和條約的修正案。
2. 召集國會。
3. 解散眾議院。
4. 宣布國會議員大選。
5. 認證國務大臣和其他法律規定的官員的任免、全權證書以及大使、公使的國書。
6. 認證大赦、特赦、減刑、免除執行刑罰和恢復權利。
7. 授予榮譽稱號。
8. 認證批准書和法律規定的其他外交文件。
9. 接待外國大使和公使。
10. 舉行禮儀活動。

這些權力是根據內閣的具有約束力的建議行使的。
眾所周知，天皇僅擁有禮儀性的權力。例如：他是唯一有權任命內閣總理大臣的人，儘管該任命必須遵從日本國會的提名。但這種權力並非毫無意義，而2009年的眾議院解散就是一個明顯的實例。當時日本眾議院預計將根據時任內閣總理大臣的建議而解散，但由於此時天皇與皇后正在加拿大訪問而無法及時批准該建議，於是造成了眾議院選舉正在舉行的同時上屆眾議院還暫時於名義上存續的現象。 通過這種方式，天皇的現代角色常常被與幕府時代及日本歷史的大部分時期進行比較。過去的天皇擁有巨大的象征性權威，但卻幾乎沒有任何政治權力；這些權力被把持在通常由天皇禮儀性上任命的某個人（例如征夷大將軍）。而在如今的日本政壇，一位退休的內閣總理大臣依舊擁有相當大的影響力，這可以讓其政治遺產在某個程度上得以延續；而他被會被稱為“影子將軍（闇将軍）”。
與歐洲的君主不同，日本的天皇並非日本國的權力來源。相反，天皇代表日本國並以日本人民擁有主權的國家之名義任命政府其他高級官員。 《日本國憲法》第五條規定，依據《皇室典範》，當天皇無法履職時可以以其名義設立攝政。
1989年11月20日，最高裁判所裁定其對天皇沒有司法權。
日本皇室據說是世界上最古老的世襲制君主。 根據《古事記》和《日本書紀》所述，日本是由神武天皇所建立的皇室而創立的。 神武天皇是日本首位天皇，也是日本後來所有天皇的祖先。 根據日本神話，天皇是日本神道教太陽神天照大神的直系後裔；而神武天皇則是瓊瓊杵尊的曾孫。
日本現任天皇（今上天皇）為德仁，他在其父親明仁（現稱“上皇”）退位後於2019年5月1日正式登基。

## 行政機關
日本行政機關由內閣總理大臣領導。他是內閣首腦，由立法機關國會負責提名。 內閣由國務大臣組成，可由內閣總理大臣隨時任命或罷免。 內閣明確定義為行政權力的來源，但實際上主要由內閣總理大臣行使。其權力的行使對國會負責；如果內閣整體失去國會對其執政的信任支持，國會可以提出不信任動議並解散全體內閣。

### 內閣總理大臣

內閣總理大臣徽章。

內閣總理大臣由國會指定，任期不得超過四年；不過對於內閣總理大臣的擔任屆數則並無限制。內閣總理大臣是內閣領袖並“指揮和監督”行政機關，同時他還是政府首腦和自衛隊總司令。 內閣總理大臣擁有向國會提出法案、簽署法律和宣佈緊急狀態的權力，並且可以隨意解散眾議院。 內閣總理大臣主持內閣並可任命或解僱其他內閣國務大臣。
國會參眾兩院採用決選制選舉內閣總理大臣。根據《日本國憲法》的規定，如果兩院無法就人選達成一致則可以成立兩院聯席委員會來解決這一問題；但該委員會的議事日期不得超過10天，其中不包括休會期。 如果在會期結束後還是無法達成一致，則以眾議院的決定作為國會的決定。 提名結束後，內閣總理大臣將受到委任狀並經由天皇任命。
作為由國會制定的候選人，內閣總理大臣在任職期間必須隨時向國會報告。 內閣總理大臣必須是非軍事人員並且是國會議員。
| 姓名                                                                 | 性別 | 上任日期       | 離任日期       | 任職時長 | 所轄內閣                                                                                            |
| -------------------------------------------------------------------- | ---- | -------------- | -------------- | -------- | --------------------------------------------------------------------------------------------------- |
| 小泉純一郎                                                           | 男   | 2001年4月26日  | 2006年9月26日  | 1,980天  | 第87任：小泉內閣Ⅰ（改組①、改組②） 第88任：小泉內閣Ⅱ（改組①） 第89任：小泉內閣Ⅲ（改組①）             |
| 安倍晉三                                                             | 男   | 2006年9月26日  | 2007年9月26日  | 366天    | 第90任：安倍內閣Ⅰ（改組①）                                                                          |
| 福田康夫                                                             | 男   | 2007年9月26日  | 2008年9月24日  | 365天    | 第91任：福田內閣（改組①）                                                                           |
| 麻生太郎                                                             | 男   | 2008年9月24日  | 2009年9月16日  | 358天    | 第92任：麻生內閣                                                                                    |
| 鳩山由紀夫                                                           | 男   | 2009年9月16日  | 2010年6月8日   | 266天    | 第93任：鳩山內閣                                                                                    |
| 菅直人                                                               | 男   | 2010年6月8日   | 2011年9月2日   | 452天    | 第94任：菅直人內閣（改組①、改組②）                                                                  |
| 野田佳彥                                                             | 男   | 2011年9月2日   | 2012年12月26日 | 482天    | 第95任：野田內閣（改組①、改組②、改組③）                                                             |
| 安倍晉三                                                             | 男   | 2012年12月26日 | 2020年9月16日  | 2,822天  | 第96任：安倍內閣Ⅱ（改組①） 第97任：安倍內閣Ⅲ（改組①、改組②、改組③ 第98任：安倍內閣Ⅳ（改組①、改組②） |
| 菅義偉                                                               | 男   | 2020年9月16日  | 2021年10月4日  | 384天    | 第99任：菅義偉内閣                                                                                  |
| 岸田文雄                                                             | 男   | 2021年10月4日  | 2024年10月1日  | 1,317天  | 第100任：岸田內閣Ⅰ 第101任：岸田內閣Ⅱ（改組①、改組②）                                               |
| 石破茂                                                               | 男   | 2024年10月1日  | 在任           | 224天    | 第102任： 石破內閣                                                                                  |
| 如需查看日本國政府全部內閣總理大臣名單，請參閱日本內閣總理大臣列表。 |      |                |                |          | |

### 內閣

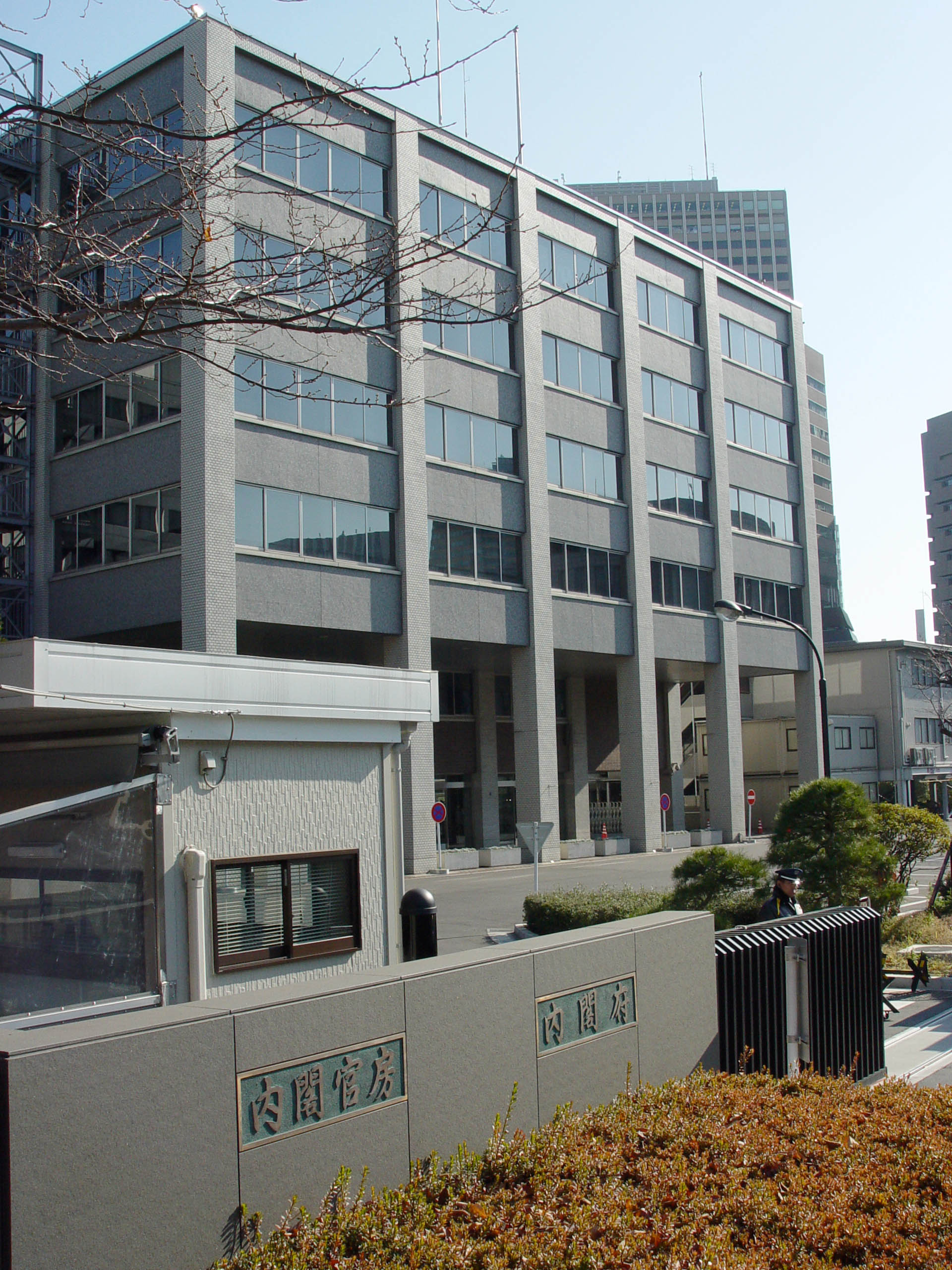
內閣官房與內閣府辦公所在地

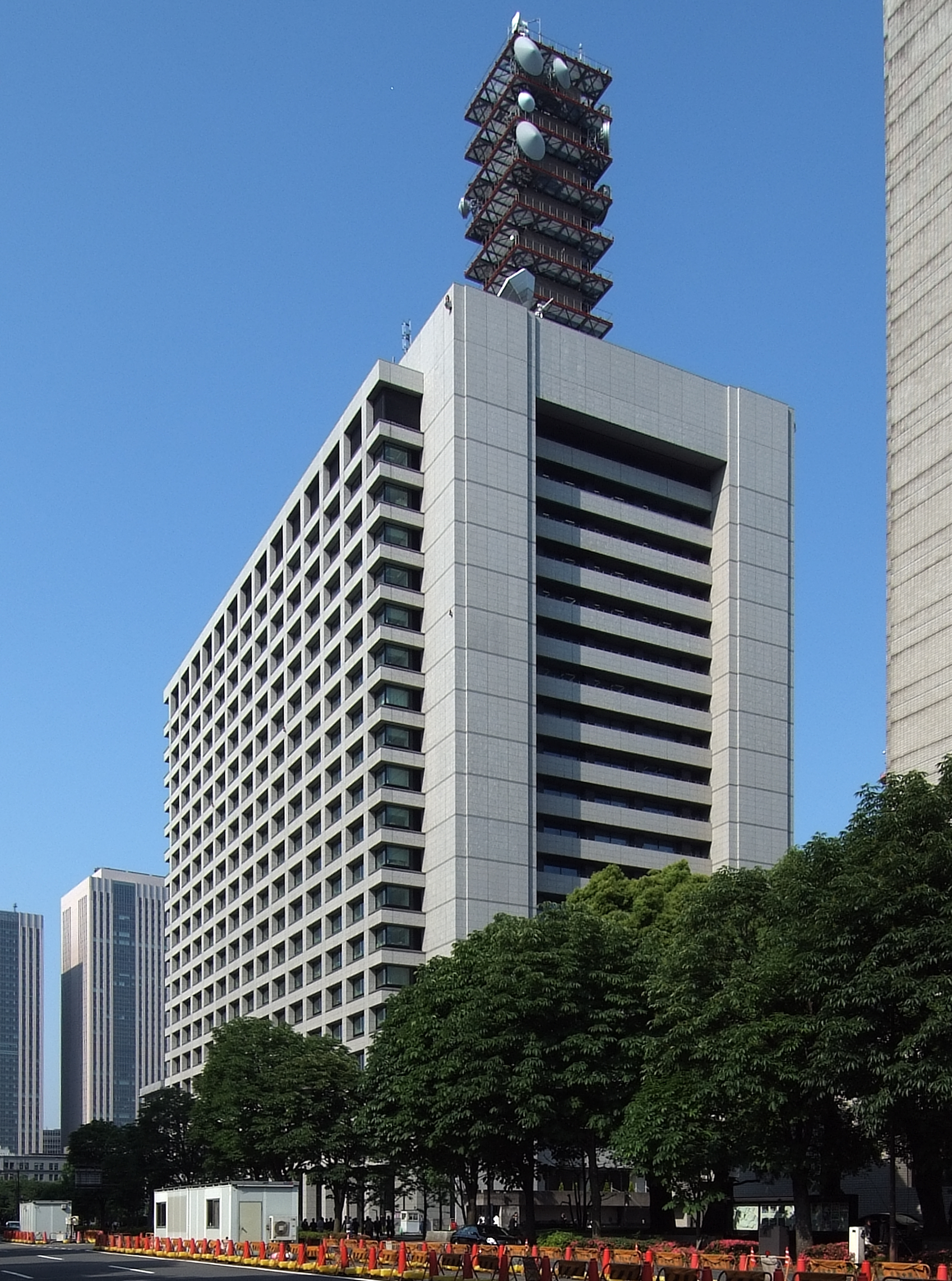
中央合同廳舍第2號館

日本內閣由內閣總理大臣與國務大臣（即內閣閣員）組成；閣員由內閣總理大臣任命。根據《內閣法》之規定，除內閣總理大臣外，其餘閣員的數量不得超過14人；如確有特殊需要，則最多可以增加至17人。 但在實際執行上，為應對東日本大震災、2020年夏季奧運會及殘奧會、2025年世界博覽會，日本內閣閣員新增了3個名額；這使得日本內閣平時閣員上限為17人，而特殊時期為20人。 根據日本憲法第六十八條的規定，日本內閣的閣員必須為非軍事人員（文職人員）且大部分需要從日本國會議員中挑選。 比較精確的措辭則是為內閣總理大臣留下了一些任命非民選國會議員的文職人員為閣員的機會。
當出現下屬情況時，內閣必須總辭職；但同時在新內閣總理大臣被任命前，原內閣需以看守內閣形式繼續執行政務。
1. 內閣在眾議院通過不信任案或信任案被否決時，如十日內不解散眾議院則內閣需總辭職。
2. 內閣總理大臣職位出現空缺，或眾議院總選舉之後首次召開國會。

從概念上來說，日本內閣的權力源自其負責對象——日本國會；而內閣採用兩種方式行使其權力。事實上，內閣大部分權力都由內閣總理大臣行使，而其他權力則以日本天皇名義行使。
根據日本憲法第七十三條，日本內閣除了執行一般行政事務外，還需執行下列事務：
1. 忠實執行法律，處理國家事務。
2. 處理外交關係。
3. 締結條約，但必須在事前或事後根據情況獲得國會的承認。
4. 依照法律規定來管理有關公務員的事務。
5. 編造預算並向國會提出。
6. 為實施憲法及法律的規定而製定內閣政令。但除非獲法律授權，否則在此類政令中不得制定罰則。
7. 決定大赦、特赦、減刑、免除刑罰及恢復權利。

根據憲法的規定，所有法律及內閣政令需獲主管國務大臣簽署並得內閣總理大臣副署， 最後經由天皇頒布以實施。此外，未獲內閣總理大臣同意，所有閣員不受公訴；但這並不妨礙公訴權力。

### 政府機構

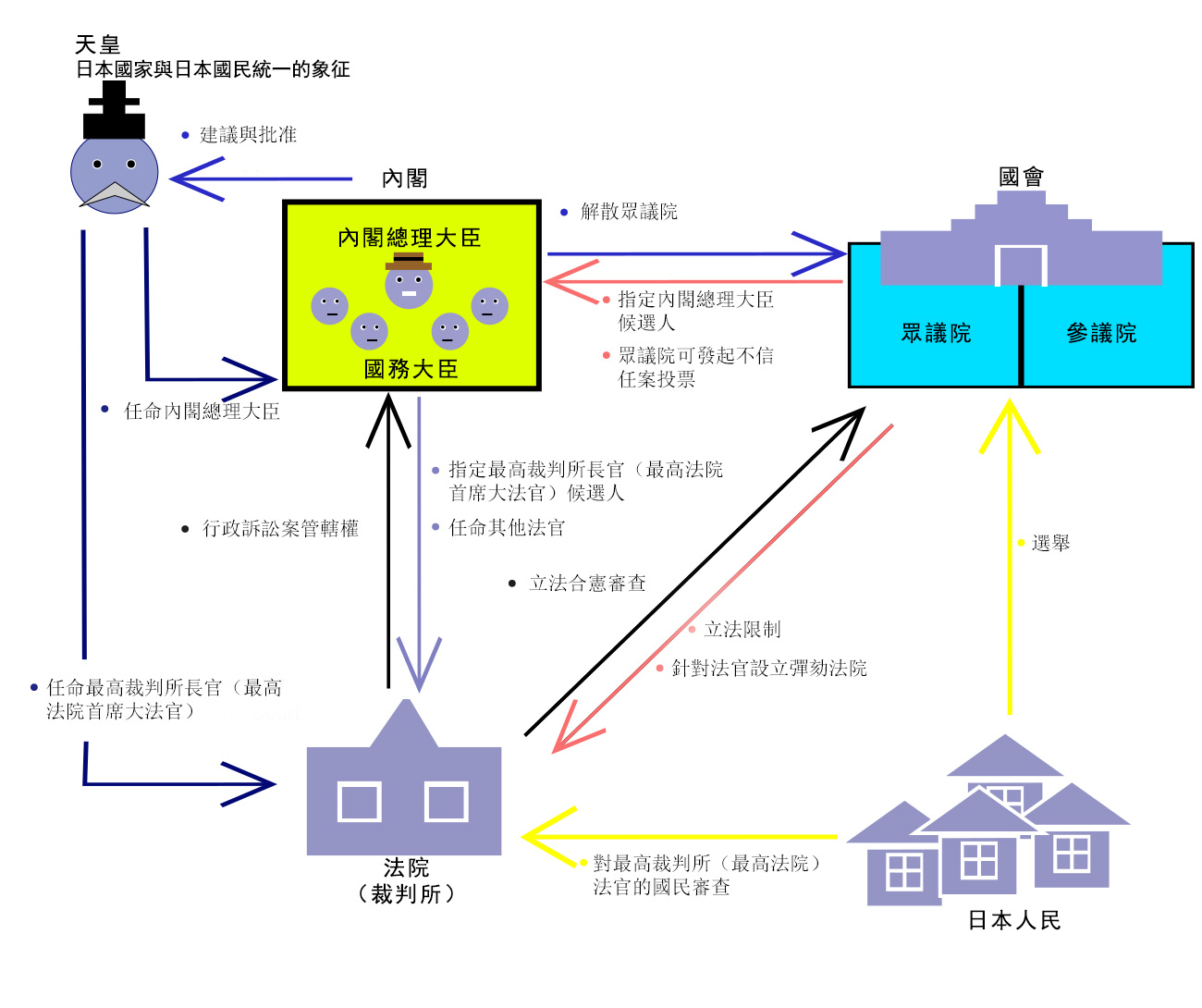
《日本國憲法》描述的日本政府組織架構

日本行政機關由1府、11省、3廳及獨立內閣之外的會計檢查院等共計15個行政部門組成。每個省廳均由一名國務大臣領導；國務大臣都是資深議員，具體由內閣總理大臣從閣員中任命。內閣府由內閣總理大臣直接領導，是處理內閣日常事務的機構。各省廳是行政機關中日常最具影響力的部分，但由於國務大臣們很少任職超過一年而難以掌握所轄省廳，因此省廳的大部分權力都掌握在其高級官僚手中。

## 其他機構

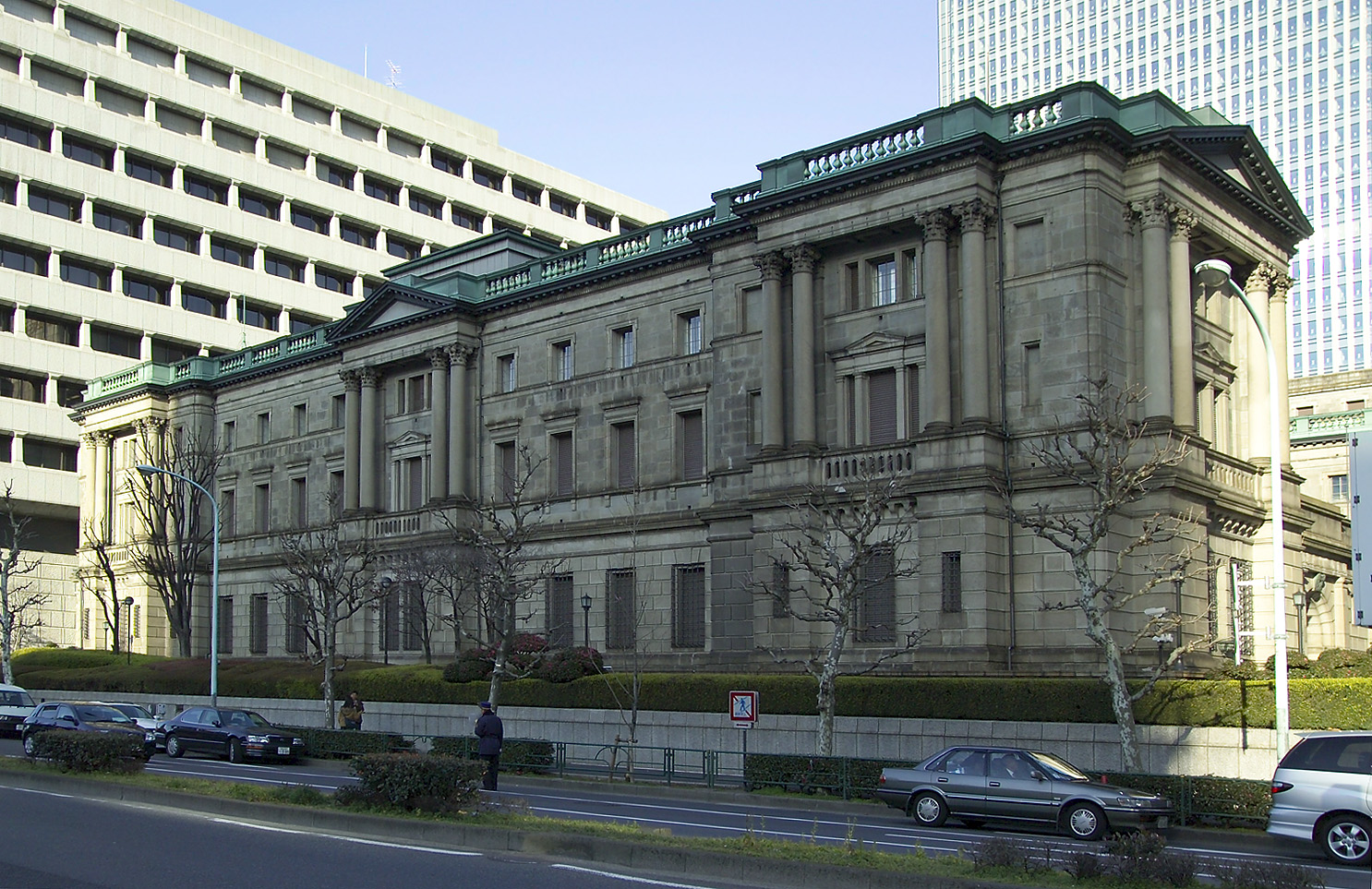
位於東京都中央區的日本銀行總部大樓。
日本銀行是日本的中央銀行。

日本內閣官房轄下的內閣廣報室在政府名錄中列舉了一些獨立於行政部門的其他政府機構。
- 國際觀光振興機構
- 國際協力機構
- 日本貿易振興機構
- 國際交流基金
- 日本銀行
- 日本造幣局
- 酒類綜合研究所（日语：酒類総合研究所）
- 赤坂迎賓館 / 京都迎賓館
- 國立公文書館
- 國立女性教育會館
- 日本廣播協會
- 日本國立博物館（日语：国立博物館）
- 日本藝術文化振興會（日语：日本芸術文化振興会）
- 日本學術振興會
- 宇宙航空研究開發機構
- 科學技術振興機構
- 海洋研究開發機構
- 物資·材料研究機構（日语：物質・材料研究機構）
- 日本原子能研究開發機構
- 新能源產業技術綜合開發機構
- 國立感染症研究所
- 勞動政策研究·研修機構（日语：労働政策研究・研修機構）

## 外部連接
- 日本政府官方網站 （页面存档备份，存于）
- 日本參議院官方網站 （页面存档备份，存于）
- 日本眾議院官方網站 （页面存档备份，存于）
- 日本首相官邸官方網站 （页面存档备份，存于）
- 日本裁判所官方網站 （页面存档备份，存于）